# Moschea al-Qiblatayn

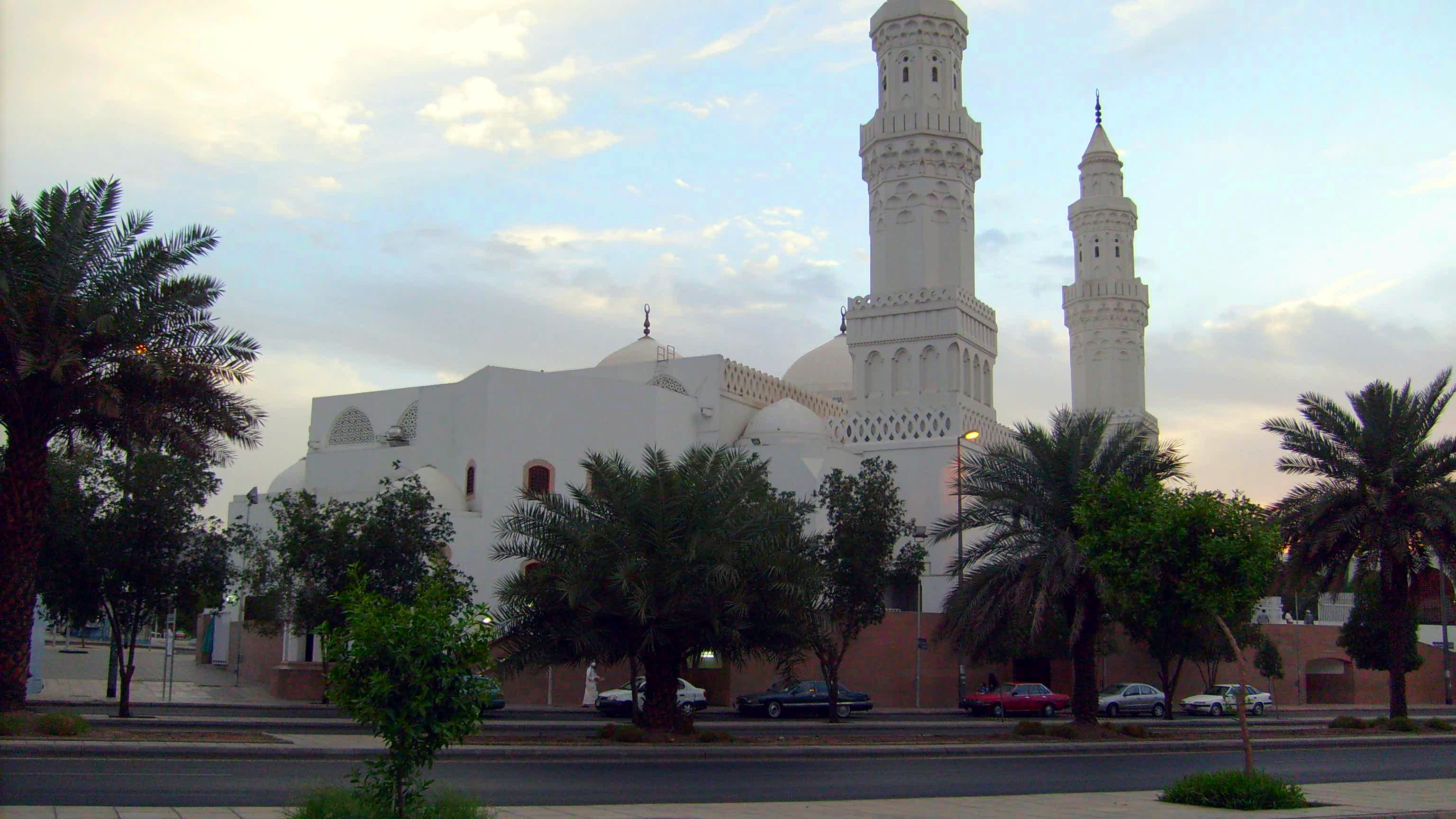
Moschea al-Qiblatayn

La moschea al-Qiblatayn (in arabo مسجد القبلتین‎?, Masjid al-Qiblatayn), o "moschea delle due Qibla", è una moschea di Medina storicamente importante per i Musulmani, in quanto è il luogo dove secondo la tradizione il profeta Maometto ha ricevuto l'ordine da Allah di cambiare la Qibla da Gerusalemme a La Mecca.
La moschea conteneva due maharib. Recentemente, la moschea è stata ristrutturata, eliminando il vecchio miḥrāb rivolto a Gerusalemme e lasciando quello rivolto verso la Mecca.
La moschea al-Qiblatayn è tra le tre moschee più antiche nella storia dell'Islam, insieme alla moschea Quba e alla Masjid al-Nabawi (moschea del Profeta).

## Storia
Il nome della moschea risale agli inizi dell'Islam e gli fu dato dai Compagni del Profeta a seguito di un evento. Mentre il profeta stava guidando la preghiera, ricevette una rivelazione da Allah con l'indicazione di cambiare la qibla verso la Kaʿba, che può essere letta nel versetto n. 144 della Sūra n. 2 del Corano:
Secondo le testimonianze, il Profeta che era orientato verso Gerusalemme, quando ha ricevuto questo Versetto si è voltato immediatamente verso la Kaʿba e quelli che erano dietro di lui hanno fatto lo stesso. 
Dopo questo fatto, la moschea in cui ciò è avvenuto è stata chiamata “Masjid al-Qiblatayn”. Molti pellegrini che si recano alla Mecca per il Hajj visitano Medina ed alcuni di loro visitano la moschea al-Qiblatayn a causa del suo grande significato storico.
Citazione tratta dal Sahih al-Bukhari:
La moschea si trova a nord ovest della città di Medina, su Via Khalid ibn al-Walid. La moschea è stata inizialmente gestita dal Califfo ‘Umar ibn al-Khaṭṭāb. Con l'ascesa dell'Impero ottomano, la moschea fu restaurata dal Sultano Solimano il Magnifico.

## Struttura
La sala di preghiera principale adotta una rigida geometria ortogonale e la simmetria si accentua con l'uso di cupole e minareti gemelli. Vi sono alloggi per l'imam, il muezzin, e il custode che stanno in un blocco ad ovest della struttura principale. La differenza di livello nell'angolo sud-est è stata sfruttata per ricavare un livello seminterrato per l'abluzione dei fedeli. A nord, dove il livello del suolo è inferiore, la sala di preghiera è rialzata. Si può accedere alla sala di preghiera dal cortile a nord, che può essere raggiunto tramite scale e rampe. La sala di preghiera è composta da una serie di archi, che sostengono le volte, che sono parallele per il muro della Qibla. Queste volte sono interrotte da due cupole che stabiliscono un asse in direzione della Mecca. La cupola principale a sud è sollevata per permettere alla luce di filtrare verso l'interno direttamente sopra il miḥrāb. La seconda è collegata alla prima da una piccola volta a crociera per simboleggiare il passaggio da una Qibla all'altra. Sotto, una replica del miḥrāb trovato nella camera bassa della moschea della Roccia a Gerusalemme, che ricorda il più antico miḥrāb dell'islam. Esternamente, il vocabolario architettonico è ispirato da elementi tradizionali, per offrire un'immagine autentica di un sito storico.